# Perizoma promptata
Perizoma promptata là một loài bướm đêm trong họ Geometridae.